# ヨゼフ・ケーニヒ
ヨゼフ・バルタザール・ケーニヒ（ドイツ語: Josef Baltasar König, 1874年9月24日または1875年 - 1932年12月5日）は、プラハ出身の指揮者、ヴァイオリン奏者。近衛秀麿とともに、新交響楽団（現在のNHK交響楽団の前身）の指揮者を務めた。

## 出生から1926年まで
- オーストリア＝ハンガリー帝国領のプラハで、オーボエ奏者の息子として生まれる。プラハ音楽院でヴァイオリンを専攻し、音楽理論をアントニン・ドヴォルザークから学ぶ[4]。
- 1905年頃、帝政ロシアの首都サンクトペテルブルクのマリインスキー劇場管弦楽団のコンサートマスターに迎えられる。ロシア革命後の1925年までその任についていた。
- 1925年4月、東京で開催された「日露交歓交響管弦楽大演奏会」にロシア側のメンバーとして参加、次席コンサートマスターを務めた。なお、首席コンサートマスターは、後にケーニヒの後任として新交響楽団に着任するニコライ・シフェルブラットであった[4]。
- 同年12月、東京放送局専属の指揮者兼ヴァイオリニストとして招聘される。
- 1926年1月から6月まで、日本交響楽団を指導して12回の定期演奏会を開く。近衛秀麿により新交響楽団が設立された後は、新交響楽団の指揮者として育成に当たった。

## 新交響楽団常任指揮者として
近衛秀麿が設立した新交響楽団の指揮者として、1927年4月から1929年4月まで在任した。在任時は、近衛が定期公演の指揮、ケーニヒがラジオ放送の指揮を主に担当した。
在任期間中は、楽団員を徹底的に鍛え上げ、現在のNHK交響楽団へ通じる高い演奏水準まで引き上げるとともに、スメタナの交響詩『モルダウ』やラヴェルの『スペイン狂詩曲』、ベートーヴェンの交響曲第9番のプロ団体による日本初演を手がけた。

## 新交響楽団退任後
1929年5月、東京市芝区三田南寺町の自宅で派出婦に「たわむれた」ところ、ケーニヒの内妻である日本人女性がこれに嫉妬し、派出婦会長を面罵したため、憤慨した派出婦会長が会の名誉のためにケーニヒを告訴。この事件が「不良外人跋扈」と新聞に大きく書き立てられ、日本政府から強制退去処分を受け、同年6月30日に日本から出国。満洲国のハルビン交響楽団の指揮者となった。1932年にハルビンで亡くなり、哈爾浜カトリック墓地に埋葬された。